# Rubus radulicaulis
Rubus radulicaulis är en rosväxtart som beskrevs av Henri L. Sudre. Rubus radulicaulis ingår i släktet rubusar, och familjen rosväxter. Utöver nominatformen finns också underarten R. r. subgracilior.